# Serghil Dadiani
Shergil Dadiani anomenat Jahan Shah, fou mtavari de Mingrèlia del 1213 a una data desconeguda. Era viu encara el 1220. El va succeir el seu fill Vardan III Dadiani.